# Steve Stevens
Steve Stevens, właśc. Steven Bruce Schneider (ur. 5 maja 1959 w Nowym Jorku) – amerykański muzyk, kompozytor i instrumentalista, wirtuoz gitary. Znany z występów w grupie muzycznej Billy'ego Idola oraz współpracy z Kyosuke Himuro, Terrym Bozzio, Tonym Levinem, Chrisem Squire, Billym Sherwoodem, Derekiem Sherinianem, Steve'em Lukatherem, Michaelem Jacksonem, Joni Mitchell, Pink oraz Juno Reactor.

## Instrumentarium
| Gitary - Knaggs SS1 Steve Stevens Signature Electric Guitar - Knaggs SS2 Steve Stevens Signature Electric Guitar - Gibson Les Paul Goldtop - Music Man Armada - Pedro de Miguel Flamenco Guitar - Suhr Modern Wzmacniacze i kolumny głośnikowe - Suhr OD-100 - Friedman Steve Stevens Signature Head and 4x12 Cabinets |  | Efekty gitarowe - DigiTech Synth Wah Envelope Filter - DigiTech Whammy - Dunlop ZW45 Zakk Wylde Signature Crybaby Wah Struny i kostki gitarowe - Ernie Ball .010–.052 String - Clayton Ultem 1 mm Picks |

## Dyskografia
Albumy solowe
| Atomic Playboys                         | - Data: 1989 - Wydawca: Warner Bros. Records            | 119 | 25 |
| Flamenco A Go Go                        | - Data: 29 lutego 2000 - Wydawca: Ark 21 Records        | —   | —  |
| Memory Crash                            | - Data: 29 stycznia 2008 - Wydawca: Magna Carta Records | —   | —  |
| "—" oznacza, że album nie był notowany. |                                                         |     |    |

Inne
| Album                                       | Rok  | Uwagi                                                                                    | Źródło |
| ------------------------------------------- | ---- | ---------------------------------------------------------------------------------------- | ------ |
| Peter Criss – Let Me Rock You               | 1982 | gitara elektryczna, muzyka                                                               | [ 8 ]  |
| Thompson Twins – Here's To Future Days      | 1985 | gitara elektryczna w utworze "Revolution"                                                | [ 9 ]  |
| Simon F – Gun                               | 1985 | gitara elektryczna w utworze " I Want You Back"                                          | [ 10 ] |
| Ric Ocasek – This Side Of Paradise          | 1986 | gitara elektryczna                                                                       | [ 11 ] |
| Top Gun (ścieżka dźwiękowa)                 | 1986 | gitara elektryczna w utworze "Top Gun Anthem"                                            | [ 12 ] |
| Jill Jones – Jill Jones                     | 1987 | gitara elektryczna w utworze "With You"                                                  | [ 13 ] |
| The System – Don't Disturb This Groove      | 1987 | gitara elektryczna w utworze "Didn't I Blow Your Mind"                                   | [ 14 ] |
| Michael Jackson – Bad                       | 1987 | gitara elektryczna w utworze "Dirty Diana"                                               | [ 15 ] |
| Harold Faltermeyer – Harold F               | 1988 | gitara elektryczna w utworach "Appassionata", "Them Changes" i "Must Be Paradise"        | [ 16 ] |
| Joni Mitchell – Chalk Mark In A Rain Storm  | 1988 | gitara elektryczna w utworze "Dancin' Clown"                                             | [ 17 ] |
| Steve Lukather – Lukather                   | 1989 | gitara elektryczna, koprodukcja muzyczna                                                 | [ 18 ] |
| McQueen Street – McQueen Street             | 1991 | muzyka, koprodukcja muzyczna, gitara elektryczna                                         | [ 19 ] |
| Jerusalem Slim – Jerusalem Slim             | 1992 | gitara elektryczna, gitara basowa, miksowanie, produkcja muzyczna                        | [ 20 ] |
| Vince Neil – Exposed                        | 1993 | muzyka, gitara elektryczna, gitara basowa                                                | [ 21 ] |
| The Outpatience – Anxious Disease           | 1999 | gitara elektryczna                                                                       | [ 22 ] |
| Chris Squire, Billy Sherwood – Conspiracy   | 2000 | gitara elektryczna                                                                       | [ 23 ] |
| Pink – Try This                             | 2003 | gitara elektryczna w utworze "Try Too Hard"                                              | [ 24 ] |
| Derek Sherinian – Mythology                 | 2004 | gitara elektryczna w utworach "Alpha Burst", "El Flamingo Suave" i "A View From The Sky" | [ 25 ] |
| Derek Sherinian – Oceana                    | 2011 | gitara elektryczna w utworach "Ghost Runner" i "Oceana"                                  | [ 26 ] |
| The Fusion Syndicate – The Fusion Syndicate | 2012 | gitara elektryczna w utworze "Stone Cold Infusion"                                       | [ 27 ] |

## Wybrana filmografia
| Tytuł                                                                        | Rok  | Rola        | Uwagi                                                      | Źródło |
| ---------------------------------------------------------------------------- | ---- | ----------- | ---------------------------------------------------------- | ------ |
| Bowery Rhapsody: The Rise and Redemption of Hollywood's Original 'Brat Pack' | 2016 | jako on sam | film dokumentalny, reżyseria: Braden Barty, Steve Rockmael | [ 28 ] |

## Nagrody i wyróżnienia
| Rok  | Kategoria                                                        | Tytułem          | Nagroda | Nota | Źródło |
| ---- | ---------------------------------------------------------------- | ---------------- | ------- | ---- | ------ |
| 1986 | Best Pop Instrumental Performance, (Orchestra, Group Or Soloist) | "Top Gun Anthem" | Grammy  | Laur | [ 29 ] |